# 76-mm-Divisionskanone M1939 (USW)
Die 76-mm-Divisionskanone M1939 (USW) oder (F-22-USW) (russisch:76-мм пушка образца 1939 года (УСВ)) (GAU-Index – 52-P-254F) ist eine Feldkanone der sowjetischen Streitkräfte, die kurz vor dem Zweiten Weltkrieg entwickelt wurde. Durch ihren Einsatz auf Divisionsebene wird sie auch als Divisionskanone bezeichnet.

## Entwicklung
Im Jahr 1937 stellte die militärische Führung der sowjetischen Streitkräfte fest, dass die 76-mm-Divisionskanone Modell 1936 (F-22), welche eingeführt worden war, um die alte 76-mm-Divisionskanone M1902/30 zu ersetzen, den Anforderungen nicht gerecht wurde. Dies ging damit einher, dass eine Doktrin, welche bis dahin galt und die besagte, dass Divisionsgeschütze multifunktional ausgelegt sein mussten, radikal abgeschafft wurde. Dies hatte teils unmittelbare Konsequenzen für die ehemaligen Verfechter dieser Doktrin.
In der Konsequenz wollte man aufgrund der vorhandenen großen Bestände der Kanone Modell 1902/30 ein neues Geschütz, welches diese Munition einsetzen konnte, jedoch den modernen technologischen Anforderungen gerecht wurde. 

Eine neue technische, als auch taktische Spezifikation wurde für das geplante Geschütz erstellt. Die maximale Rohrerhöhung sollte 45° betragen und das zulässige, maximale Gewicht durfte 1500 kg betragen. 

Es wurden drei Konstruktionsbüros beauftragt:
- Kirow-Werk, Leitung I.A. Machanow
- Werk No. 92, Leitung V.G. Grabin
- Büro OKB-43, Leitung M.N. Kondakow

In allen drei Konstruktionsbüros ging die Arbeit voran und 1938 waren Entwürfe erstellt. Grabin gab seinem Entwurf die Bezeichnung F-22 USW, wobei jedoch nur etwa 50 % der Teile des Vorgängergeschützes übernommen wurden. Doch in vielen Aspekten stellte die neue Kanone eine deutliche Verbesserung dar. Die als L-12 bezeichnete neue Entwicklung des Kirow-Werk wurde in der Testserie im April–Mai 1938 beschädigt und musste für die Instandsetzung zurück ins Werk geschickt werden. Das Geschütz aus dem OKB-43 Büro hielt den Materialtests bei der Erprobung im April 1938 nicht stand. Die Versuche mit der F-22 USW begannen im August 1938 und galten im März 1939 als abgeschlossen. Zwischen März und April 1939 erfolgten Schießversuche, die erfolgreich beendet wurden.
Mit den beiden Geschützen L-12 und F-22 USW folgte eine Truppenerprobung vom 5. Juni bis zum 3. Juli. Jeweils eine Batterie mit vier Geschützen wurde hierfür aufgestellt. Beide Geschütztypen bewährten sich im Test, doch die F-22 USW wurde für die Serienfertigung empfohlen. Ihre Produktion würde einfacher sein, da viele Bauteile bereits gefertigt worden waren und der halbautomatische Verschluss hatte in der Erprobung weniger Probleme bereitet. Bei der L-12 war es bei 40 Prozent der Schüsse zu Problemen gekommen, wogegen die F-22 USW nur bei 2 Prozent Störungen aufwies. Hinzuweisen ist allerdings auf die grundsätzlich problematische Qualität der für die Erprobung eingesetzten Munition. Es handelte sich praktisch um französische Munition des Ersten Weltkrieges, die angesichts der Kriegszeit wohl minderwertig gefertigt worden war.

## Varianten
Aus den Unterlagen der deutschen Wehrmacht geht hervor, dass in den Beutesammelstellen unterschiedliche Ausführungen erkannt wurden. Diese unterschieden sich durch die Ausführung von Bauteilen. Unklar ist derzeit noch, ob es sich durch technisch unterschiedliche Ausführungen der an der Produktion beteiligten Werke oder um eine frühe und späte Ausführung des Geschützes handelt.

## 7,62-cm-Feldkanone 297 (r)
Die von der deutschen Wehrmacht erbeuteten Geschütze erhielten die Bezeichnung 7,62-cm-Feldkanone 297 (r).

## 7,62-cm-Feldkanone 297/1 (r)
Ein Teil der von der deutschen Wehrmacht erbeuteten Geschütze erhielten die Bezeichnung 7,62-cm-Feldkanone 297/1 (r). Diese wurden unterschieden, da die Waffen andere Bauteile aus Stahlguss aufwiesen. Laut einzelner Quellen bezeichnete man die zweite Ausführung für ein Modell 1939/41.